# Bollnäs

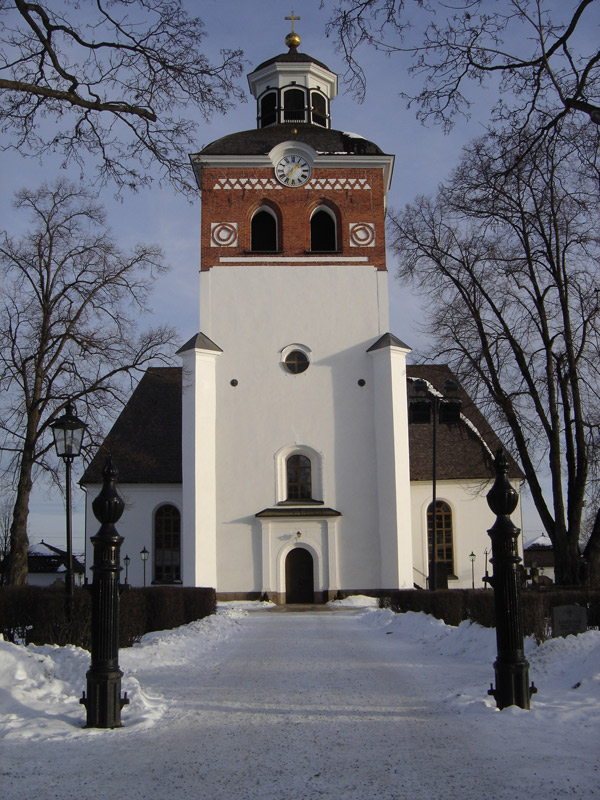
Kościół w Bollnäs (Bollnäs kyrka)

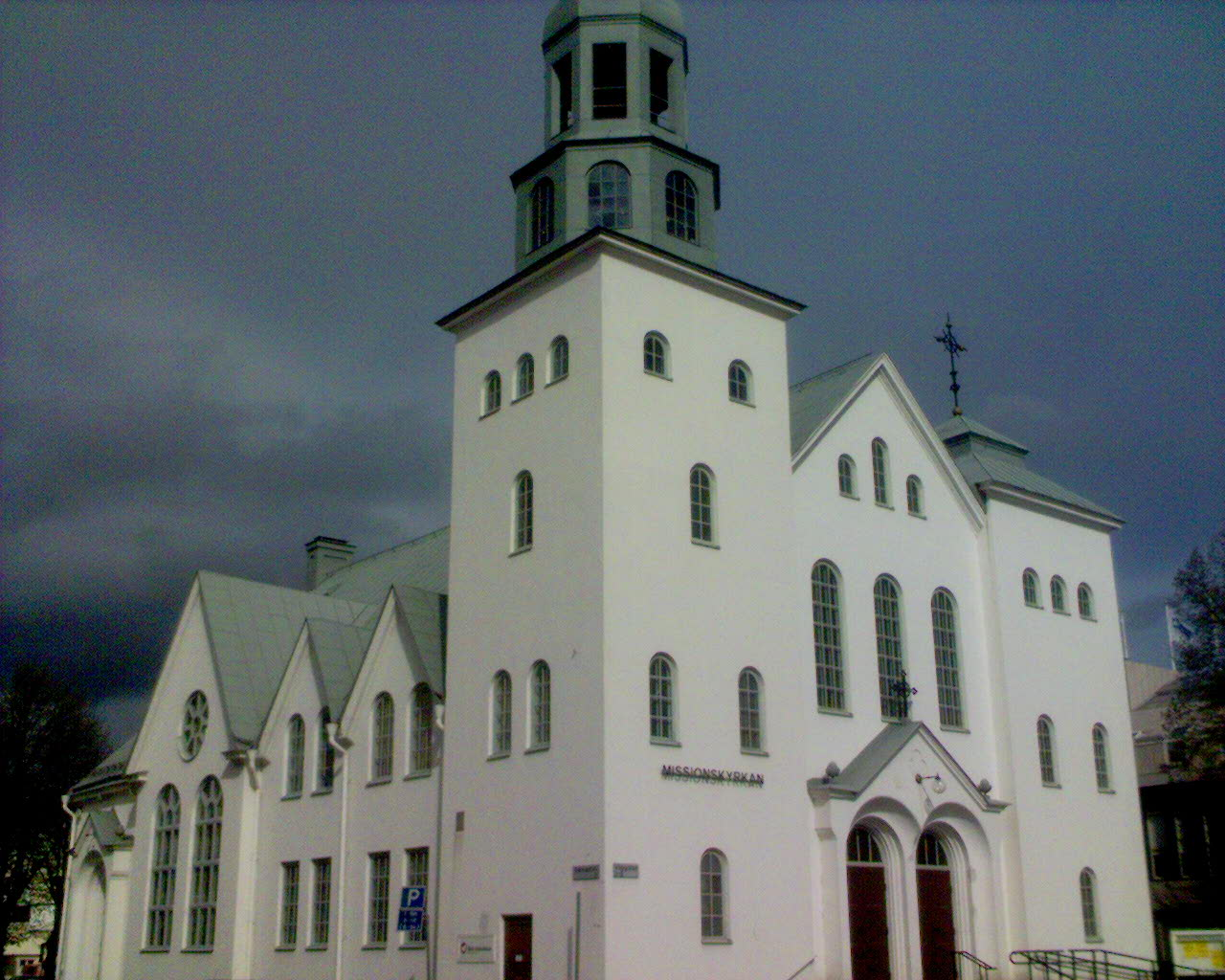
Kościół zboru Equmeniakyrkan (Bollnäs Missionsförsamling)

Bollnäs – miejscowość (tätort) w Szwecji, w regionie administracyjnym (län) Gävleborg. Siedziba władz (centralort) gminy Bollnäs. W latach 1942–1970 Bollnäs miało status miasta. 
W 2010 r. Bollnäs liczyło 12 842 mieszkańców.

## Geografia
Miejscowość jest położona w prowincji historycznej (landskap) Hälsingland nad jeziorem Varpen i przepływającą przez nie rzeką Ljusnan, ok. 100 km na północny zachód od Gävle.

## Historia
Najstarsze zachowane ślady osadnictwa na miejscu współczesnego Bollnäs (stanowisko archeologiczne Onbacken) pochodzą z epoki żelaza i datowane są na lata 100–500 n.e. Kościół parafialny w Bollnäs (Bollnäs kyrka) był budowany w XIV i XV w. Świątynia została konsekrowana 3 listopada 1468 r.
Szybki rozwój Bollnäs nastąpił w 2 poł. XIX w., kiedy w 1878 r. została doprowadzono linia kolejowa (Norra stambanan; Gävle/Storvik – Ånge). Na przełomie 1899/1900 r. oddano do użytku linię łączącą Bollnäs z Orsa. Bollnäs stało się węzłem kolejowym.
W 1888 r. miejscowość uzyskała status municipalsamhälle, a w 1906 r. köping. Bollnäs liczyło wówczas około 1000 mieszkańców. W 1942 r. Bollnäs nadano prawa miejskie, łącząc Bollnäs köping z pobliskim Björkhamre köping (od 1923). Utworzone w ten sposób miasto Bollnäs (Bollnäs stad) liczyło 4500 mieszkańców. 
W 1971 r., w wyniku reformy administracyjnej i wprowadzeniu jednolitego typu gminy, miasto Bollnäs weszło w skład nowo utworzonej gminy Bollnäs (Bollnäs kommun), która w obecnym kształcie istnieje od 1974 r.

## Transport i komunikacja

### Drogi
Przez Bollnäs przebiega droga krajowa nr 50 (Riksväg 50; (Jönköping) – Örebro – Söderhamn) oraz droga krajowa nr 83 (Riksväg 83; Tönnebro – Ånge).

### Koleje
Bollnäs jest stacją kolejową przy linii Norra stambanan (Gävle/Storvik – Ånge).

## Sport
W Bollnäs ma swoją siedzibę założony w 1895 r. klub sportowy Bollnäs GoIF, występujący w Elitserien, najwyższej klasie rozgrywek bandy w Szwecji.

## Ludzie związani z Bollnäs

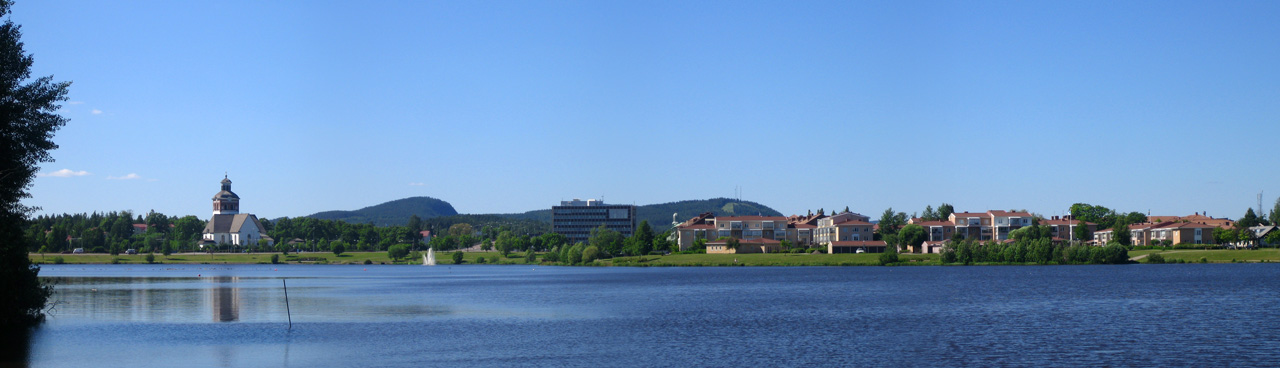
Widok na Bollnäs